# Košická Belá
Košická Belá é um município da Eslováquia, situado no distrito de Košice-okolie, na região de Košice. Tem 39,42 km² de área e sua população em 2018 foi estimada em 991 habitantes.

## Demografia
| Ano:        | 1994 | 2004   | 2014   | 2024   |
| ----------- | ---- | ------ | ------ | ------ |
| Broj ljudi: | 965  | 962    | 996    | 1006   |
| Razlika:    |      | -0,31% | +3,53% | +1,00% |

| Ano:               | 2023 | 2024   |
| ------------------ | ---- | ------ |
| Número de pessoas: | 994  | 1006   |
| Diferença:         |      | +1,20% |